# STS-31
STS-31 (Space Transportation System-31) var Discoverys 10. rumfærge-mission.
Opsendt 24. april 1990 og vendte tilbage den 29. april 1990.
Hovedformålet med missionen var at sætte Hubble-rumteleskopet i kredsløb.
Teleskopet havde en fejl der blev repareret på den senere STS-61 mission.
Efterfølgende har der løbende været service missioner til hubble: STS-82, STS-103, STS-109 og den sidste hubble-mission med rumfærgerne er STS-125 planlagt i sommeren 2008.

## Besætning
- Loren Shriver (kaptajn)
- Charles Bolden (pilot)
- Steven Hawley (1. missionsspecialist)
- Bruce McCandless (2. missionsspecialist)
- Kathryn Sullivan (3. missionsspecialist)

- Hubble-rumteleskopet opsendes.
- Hubble sættes i kredsløb..

Hovedartikler: